# Færdigret
Færdigretter er for det meste måltider lavet af virksomheder i fødevareindustrien, beregnet til at blive spist opvarmet. Kødkomponenter (hvis inkluderet) er normalt forkogt. Færdigretter er karakteriseret ved, at de er spiseklare måltider, der kun skal opvarmes. Det er som regel et hovedmåltid med tilbehør eller enkeltstående retter såsom pizza, stuvning, suppe med mere.

## Kritik af færdigretter
Ud fra det medicinske synspunkt kritiseres især det høje saltindhold i færdigretter. Disse vil bidrage væsentligt til udviklingen af hypertension og andre kardiovaskulære sygdomme.